# Allison Ridge
Allison Ridge (russisch Гора Богатырь Gora Bogatyr) ist ein teilweise schneebedeckter  1567 m hoher Bergrücken in der Aramis Range der Prince Charles Mountains im ostantarktischen Mac-Robertson-Land. Er ragt 800 m westlich des Mount Bunt auf.
Kartiert wurde er anhand von Luftaufnahmen, die 1960 im Rahmen der Australian National Antarctic Research Expeditions entstanden. Das Antarctic Names Committee of Australia (ANCA) benannte ihn nach Donald Allison, Elektroingenieur auf der Mawson-Station im Jahr 1965. Russische Wissenschaftler identifizierten ihn als Berg und gaben ihm einen eigenen Namen. Die Benennung orientiert sich offenbar an einem gleichnamigen Berg auf den Kurilen.